# Cerro Dos Codos
El cerro Dos Codos es una montaña en el límite entre Argentina y Chile en el campo de hielo patagónico sur. Forma parte del parque nacional Bernardo O'Higgins en su lado chileno y del parque nacional Los Glaciares en su lado argentino, administrativamente se encuentra en la región de Magallanes y de la Antártica Chilena en su lado chileno y en la provincia de Santa Cruz en el argentino. Tiene altitud de 2350 metros sobre el nivel del mar. 
Sus 2 cumbres fueron escaladas solo una vez, en octubre del 2016 por Luli Gaviña, Violeta Lauria, y Fernando Armani, que usaron como ruta la cresta Este.
Forma parte del cordón montañoso Dos Codos.